# 미나미우라촌
미나미우라촌(南浦村)은 미야자키현 히가시우스키군에 일찍이 존재했던 촌이다. 1955년 4월 1일에 노베오카시에 편입되엇다.